# مورگندیل (اوهایو)
مورگندیل (به انگلیسی: Morgandale) یک منطقهٔ مسکونی در ایالات متحده آمریکا است که در اوهایو واقع شده‌است. مورگندیل ۱٬۲۲۴ نفر جمعیت دارد و ۲۸۱٫۹۴ متر بالاتر از سطح دریا واقع شده‌است.